# Захарченко, Олег Николаевич
Олег Николаевич Захарченко (1968 — 2 февраля 2008, посёлок Гарм, Раштский район, Таджикистан) — командир ОМОН МВД Республики Таджикистан (1997—2008). Полковник милиции. Погиб при невыясненных обстоятельствах, во время проведения операции по задержанию начальника регионального управления по борьбе с организованной преступностью МВД по Раштской группе районов Мирзохуджи Ахмадова. Его смерть в числе прочего была инкриминирована бывшему министру МВД Таджикистана Махмадназару Салихову, который застрелился при попытке его ареста сотрудниками милиции.

## Биография
Олег Захарченко родился в 1968 году. С 1986 по 1988 годы проходил срочную службу в армии, после окончания которой поступил на работу в органы внутренних дел. Работал старшим оперуполномоченным Управления уголовного розыска МВД Республики Таджикистан. Участвовал в гражданской войне в Таджикистане, на стороне правительственных сил.
С 1995 по 1997 годы занимал должность начальника штаба ОМОН МВД. В 1997 году закончил с отличием Высшую школу МВД в городе Душанбе. В марте 1997 года был назначен командиром ОМОН МВД Таджикистана.
Во время службы, вместе со своим отрядом провёл много спецопераций по задержанию особо опасных преступников и бандформирований. Так, в августе 2004 года, ОМОНом под его непосредственным командованием, был задержан директор Агентства по контролю за наркотиками генерал-лейтенант Гаффор Мирзоев, подозреваемый в совершении ряда тяжких преступлений.

## Смерть
2 февраля 2008 года группа спецназовцев под началом Олега Захарченко выдвинулась в посёлок Гарм Раштского района. 
По официальной информации МВД Таджикистана, Захарченко должен был принять участие в отчётном совещании органов внутренних дел. В результате произошедшего огневого контакта омоновцев с сотрудниками РУБОП МВД по Раштской группе районов, возглавляемых начальником РУБОП Мирзохуджой Ахмадовым, Захарченко получил смертельное огнестрельное ранение в голову, от которого скончался на месте, ещё четверо членов его отряда были ранены. Одной из версий о возможных причинах боестолкновения, по информации источника в МВД, было предположение, что начальник РУБОП Ахмадов, бывший полевой командир ОТО, мог подумать, что ОМОН приехал для его ареста и, поэтому, открыл по ним огонь. 
По другим источникам, группа Захарченко выдвинулась в Гарм с целью задержания Мирзохуджи Ахмадова. Вследствии утечки информации об этой операции, Ахмадов и его сотрудники устроили группе засаду, после этого инцидента, Ахмадов со своими людьми ушёл в горы. Об устроенной засаде, также говорили раненые сотрудники ОМОНа, бывшие в тот день с Захарченко. По их словам, Захарченко пытался предотвратить назревающий конфликт, но был убит выстрелом в голову из здания РУБОП. Ахмадов, в своём интервью, данном вскоре после этих событий, не отрицая сам факт боестолкновения, утверждал, что его сотрудники защищались от штурмовавших здание омоновцев, также он опровергал информацию о том, что он скрылся в горах и говорил, что находится на своём рабочем месте. В открытом письме, адресованном президенту Таджикистана и руководителям силовых ведомств, Мирзохуджа Ахмадов требовал объективного расследования случившегося, он вновь повторился, что его люди вынуждены были защищаться от напавших на них омоновцев.
13 октября 2008 года Генеральный прокурор Таджикистана Бободжон Бобохонов заявил, что дело раскрыто и подозреваемые в убийстве Захарченко установлены, но в интересах следствия он не может раскрыть подробности. 22 октября 2008 года, в СМИ было опубликовано сообщение об амнистии Мирзохуджи Ахмадова. Комментируя дело Захарченко, министр МВД Махмадназар Салихов, в частности, подтвердил, что в связи с амнистией, Ахмадов и его люди не подлежат уголовной ответственности. В 2009 году прокуратура возобновила расследование убийства Захарченко, при этом главным фигурантом в деле стал, теперь уже бывший министр МВД, Салихов. При попытке задержания, Салихов совершил самоубийство. Согласно последовавшим после этого заявлениям прокуратуры, он считался главным виновным в смерти Захарченко, так как, именно Салихов отдал ОМОНу незаконное распоряжение об аресте Ахмадова.
В 2010 году Мирзохуджа Ахмадов и ещё несколько полевых командиров, были обвинены властями Таджикистана в нападении на колонну военных в ущелье Камароб. В ходе последовавшей после этого военной операции наиболее одиозные «непримиримые» лидеры таджикской опозиции были ликвидированы. Поступали сообщения и о возможной ликвидации Мирзохуджи Ахмадова. Но, впоследствии, выяснилось, что Ахмадов сдался властям в ходе объявленной амнистии. В 2013 году было объявлено, что Мирзохуджа Ахмадов занял должность невоенного специалиста одного из управлений Генерального штаба Вооруженных сил Республики Таджикистан.
8 февраля 2016 года Генеральной прокуратурой Таджикистана было заявлено о прекращении расследования убийства полковника Захарченко. По словам прокуратуры, следствие не смогло установить исполнителей преступления. 
Панихида по Олегу Захарченко проходила в здании ОМОН. 4 февраля 2008 года он был похоронен на христианском кладбище Душанбе.

## Награды
За годы службы Олег Захарченко был награждён государственными наградами, в том числе ему был вручён:
- Орден Спитамен I и II степени[15].